# Legile Big Brother
Legile Big Brother reprezintă un set de trei legi care au fost, în final, declarate neconstituționale de către Curtea Constituțională a României.
Legile se referă la comunicațiilor electronice sau securitatea cibernetică a României și au fost adoptate după anul 2012. Elementul comun al acestor trei legi ar fi acela că reglementează granița dintre viața privată și accesul statului la informații privind comunicațiile. Ultima lege fiind declarată neconstituțională în ianuarie 2015. O primă lege, care nu întră în acest set de trei, a fost legea 298/2008 prin care s-a încercat transpunerea unei directive a Uniunii Europene privind comunicațiile electronice.

## Legea 298/2008
În 2006, ca urmare a atentatelor teroriste de la Madrid din 2004 și Londra - 2005, Parlamentul European și Consiliul au adoptat o directivă privind păstrarea datelor generale sau prelucrate în legătură cu furnizarea serviciilor de comunicații electronice accesibile publicului sau de rețele de comunicații publice. Legea se voia a fi un instrument necesar organelor de securitate națională și de justiție în lupta împotriva terorismului. 
Astfel, după aderarea la UE în 2007, România a transpus această directivă în anul 2008, prin legea 298/2008. Legea presupunea stocarea datelor de trafic despre convorbirile telefonice și SMS timp de șase luni, de către toți operatorii de telefonie fixă și mobilă, urmând ca la scurt timp si poșta electronică să se supună acelorași condiții.
Un an mai târziu, în 2009, legea a fost declarată neconstituțională de către CCR prin Decizia nr. 1258/2009 pe motive de încălcare a dreptului la viață intimă, familială și privată, dreptul la secretul corespondenței și libertatea de exprimare, într-o manieră ce nu corespunde art. 53 din Constituția României. 

## Legea Big Brother 1
În 2011 a avut loc o nouă încercare de a transpune directiva europeană din 2006 în lege. Proiectul a fost relansat în dezbatere publica în luna iunie 2011 și mai multe ONG-uri au semnalat că are în continuare prevederi anticonstituționale. În aceeași lună Uniunea Europeană a lansat o procedură de infringement împotriva României iar în luna octombrie, Romania a fost  atenționată de Comisia Europeană să ia măsuri în doua luni de zile pentru transpunerea în legislație a directivei UE care cere stocarea datelor de trafic de telefonie și internet.   
Legea a fost respinsa de Senat, in decembrie 2011, însă Camera Deputatilor era forul decizional iar deputații au adoptat legea Big Brother 1, pe 22 mai 2012, cu 197 de voturi "pentru", 18 voturi "impotriva" si 13 abtineri. Astfel, a fost adoptată Legea nr. 82/2012 privind reținerea datelor generate sau prelucrate de furnizorii de rețele publice de comunicații electronice și de furnizorii de servicii de comunicații electronice destinate publicului, precum și pentru modificarea și completarea Legii nr. 506/2004 privind prelucrarea datelor cu caracter personal și protecția vieții private în sectorul comunicațiilor electronice. Președintele Băsescu a promulgat legea pe 12 iunie 2012.

### Prevederi ale legii
Legea prevedea că furnizorii de telefonie și internet au obligația ca timp de 48 de ore de la cererea organelor de urmărire să transmită datele solicitate, iar dacă acest lucru nu este posibil în 48 de ore, datele trebuie transmise în cel mult cinci zile. De asemenea, legea privind stocarea datelor de trafic de telefonie si internet mai prevedea că organele de urmărire penală au obligția de a informa persoana ale cărei date sunt reținute în termen de 48 de ore de la momentul transmiterii solicitarii, cu exceptia cazurilor in care persoana este implicata in actiuni care periclitează siguranța națională.
De asemenea, legea prevedea obligativitatea furnizorilor de telefonie fixă si mobilă și de Internet să rețină timp de 6 luni anumite date ale abonaților care să fie trimise, la cerere, autoritaților din domeniul siguranței naționale pentru acțiunile de prevenire, cercetare, descoperire si urmărire a infracțiunilor grave.

### Decizia CCR
În aprilie 2014 două instanțe de judecată au sesizat din oficiu Curtea cu excepții de necunstituționalitate privind dispoziții ale acestei legi. Directiva Europeană pe care legea o transpuse fusese invalidată de Curtea Europeană de Justiție pe 8 aprilie. 
Ca urmare a acestei decizii și CCR a decis, în iunie 2014, cu unanimitate de voturi, că legea este neconstituțională. CCR a precizat în motivarea deciziei că nimic nu interzice stocarea preventivă a datelor de trarfic, mai exact a listing-urilor convorbirilor telefonice, cu condiția ca normele privind accesul și utilizarea acestor date să ofere suficiente garanții împotriva eventualelor abuzuri. 
De asemenea, in motivare Curții, emisă în septembrie 2014, sunt reiterate argumentele reținute de CCR într-o alta decizie, din 2009, prin care s-a constatat că sunt neconstitutionale dispozitiile Legii 298/2008 privind reținerea datelor.

## Legea Big Brother 2
A doua zi după pronunțarea decizie privind legea Big Brother 1, pe 9 iulie 2014, Avocatul Poporului a sesizat CCR cu excepția de neconstituționalitate privind legea comunicațiilor electronice sau Big Brother 2. Legea a mai fost denumită și  Legea cartelelor pre-pay. Mai exact, CCR s-a pronunțat cu privire la sesizarea Avocatului Poporului cu privire la obiecția de neconstituționalitate a dispozițiilor Legii pentru modificarea și completarea Ordonanței de urgență a Guvernului nr.111/2011 privind comunicațiile electronice. 
Ca și în cazul precedentei legi, au avut loc proteste iar mai multe ONG-uri au cerut Avocatului Poporului să sesizeze CCR. De asemenea, la 15 septembrie APADOR-CH și ApTI au formulat un amicus curiae cerând CCR să declare legea neconstituțională.

### Prevederi ale legii
Legea reglementa obligativitatea înregistrării utilizatorilor de cartele telefonice preplătite și stocarea datelor acestora. Legea stabilea că o cartelă telefonică putea fi cumpărată doar dacă persoana prezenta un act de identitate. De asemenea, legea însarcina persoanelor juridice care puneau la dispoziția publicului puncte de acces la internet obligația de a stoca, pentru o perioadă de 6 luni datele cu caracter personal ale utilizatorilor. Mai exact, Legea Big Brother 2 stipulează că cei care dețin cartele prepay au la dispoziție 12 luni pentru a furniza către operatorii mobili datele de identificare, altfel serviciile sunt suspendate. De asemenea, toate persoanele juridice care oferă acces la internet prin rețele Wi-Fi, indiferent că este gratuit sau nu, sunt obligate să rețină datele de identificare ale celor care se conectează și să le păstreze timp de 6 luni. 

### Decizia CCR
Legea Big Brother 2, a fost declarată neconstituțională pe 16 septembrie 2014 de către Curtea Constituțională a României, în urma deciziei nr.461  În comunicatul CCR se arată:
Curtea a constatat că dispozițiile legii criticate nu au un caracter precis și previzibil, iar modalitatea prin care sunt obținute și stocate datele necesare pentru identificarea utilizatorilor serviciilor de comunicații electronice pentru care plata se face în avans, respectiv a utilizatorilor conectați la puncte de acces la internet nu reglementează garanții suficiente care să permită asigurarea unei protecții eficiente a datelor cu caracter personal față de riscurile de abuz, precum și față de orice accesare și utilizare ilicită a acestor date

## Legea Big Brother 3
Legea 580/2014 sau legea securității cibernetice cunoscută și ca Legea Big Brother 3 a fost adoptată în unanimitate de Senat, pe 19 decembrie 2014, după ce trecuse tacit prin senat pe 17 septembrie. Legea a întâmpinat o puternică opoziție civică, atât prin luări de poziție din partea ONG-urilor din domeniu, prin proteste în stradă, cât și printr-o campanie intensă pe rețelele de socializare.
La puțin timp după ce legea BB3 a fost declarată neconstituțională, în ianuarie 2015, directorul SRI, George Maior și-a prezentat demisia

### Prevederi ale legii
Legea prevedea ca toți deținătorii de sisteme cibernetice (mai exact toate persoanele juridice care au un calculator) trebuie să „permită accesul la date” autorităților (SRI, MApN, MAI, ORNISS, SIE, STS, SPP, CERT-RO și ANCOM). Accesul trebuia permis în urma unei simple „solicitări motivate”. O altă prevedere, articolul 10,  era legată de faptul că Serviciul Român de Informații era desemnat ca autoritate națională în domeniul securității cibernetice. Acest lucru era în contrast cu directiva NIS și cu practicile altor state ale UE unde controlul asupra securității cibernetice este unul civil. 

### Decizia CCR
Legea a fost atacată la CCR tot în decembrie 2014 de 69 de deputați PNL. Aceștia erau în special împotriva articolului 17, care stabilea că serviciile secrete și ministerele cu atribuții în domeniul siguranței naționale pot avea acces la datele privind utilizatorii, deținute de firmele de comunicații electronice și telefonice, fără un mandat de la judecător, doar în baza unei „solicitări motivate”.
Curtea Constituțională, în ianuarie 2015, a decis că Legea securității cibernetice este neconstituțională în ansamblul ei, întrucât are deficiențe de respectare a normelor de tehnică legislativă, coerență, claritate, previzibilitate, dar și sub aspectul procedurii legislative, prin lipsa avizului CSAT.
De asemenea, CCR a constatat încălcarea dispozițiilor constituționale cuprinse în articolul 1, alineatele 3, 4 și 5 referitoare la principiul statului de drept, principiul separației puterilor în stat, respectiv principiul legalității.  Curtea a mai constat prevederi care încalcă  accesul liber la justiție și dreptul la un proces echitabil, dreptul la viața intimă, familială și privată și dreptul la secretul corespondenței, din perspectiva lipsei garanțiilor necesare respectării acestor drepturi.